# 37 Fides
37 Fides eller 1925 WH är en asteroid upptäckt 5 oktober 1855 av den tyske astronomen Robert Luther i Düsseldorf. Asteroiden är uppkallad efter Fides, trohetens gudinna inom romersk mytologi.
Ljuskurveanalyser visar att asteroiden är närmast sfärisk och att det sannolikt finns gott om nedslagskratrar.